# 朱謀㙔
朱谋㙔（1552年1月20日—1624年5月3日），字明父，一字鬱儀，號海岳，江西新建人，祖籍河南鍾離（今安徽鳳陽），明朝宗室、镇国中尉，經學家。

## 生平
宁献王朱权八世孙。石城恭靖王朱奠堵六世孫。奉國將軍朱多𤎲之子。萬曆二十二年（1594年）朝廷設宜春宗理、石城宗理，以謀㙔管理石城王府事，可以彈劾、懲治不法的宗親，謀㙔主持藩政三十年，宗親都接受他的約束。朱謀㙔好學多聞，博览群書，通曉朝廷歷史典故。長於著述，閒暇之餘著有《易象通》、《詩故》、《春秋戴記》、《魯論箋》以及其他的書共十二種，都親手繕寫。还校录过《神異經》。謀㙔長期致力於《水經注》的研究，與謝兆坤、孫汝澄等人合著有《水經注箋》，並於万历四十三年（1615年）刊印，開啟了郦学的“考據學派”之先河。顧炎武稱將此書稱之為“三百年來一部書”。黃汝亨擔任進賢縣知縣時，曾與之爭論學術，不久為之折服，事謀㙔為師。謀㙔病危時，還在向諸子解釋《易經》，過兩天後病逝。南昌人私谥贞静先生。
曾參與校對樊山王朱翊𨥌著作《廣讌堂集》。

## 家庭
有子朱統鍡、朱統錋、朱統鍠、朱寶符、朱統鐏、朱統鉦、朱統鑲、朱統鑽等八人，當時皆認為是賢人。

## 著作
著有《周易象》八卷，《詩故》十卷，《春秋戴記魯論箋》、《金海》百二十卷，《藩獻記》四卷，《元覽》八卷，《異林》十六卷，《駢雅》七卷，《豫章耆舊傳》三卷，《邃古記》八卷，《古文奇字輯解》十二卷，《六書本原》一卷，《說文舉要》一卷，《天運紹統》三卷，《水經注箋》四十卷，《駢雅》、《演爾雅》、《方國殊語》、《古今通曆》、《枳園近稿醫詮》二十二篇，《黃岐鉤元》三十一篇等。

## 評價

### 正面評價
明朝作家謝肇淛在其著作《五雜組》認為全天下的藏書家，寥寥可數。並盛讚諸宗室王孫中僅有開封朱睦㮮、南昌朱鬱儀兩家而已。

### 負面評價
清初地理學家黃宗羲批評其著述《水經注箋》毛舉一二傳寫之誤，無所發明。